# Diallo Cravate
Diallo Cravate, de son vrai nom Mamadou M’mahawa Diallo, née le 5 juin 1992 à Kérouané au sud de la (Guinée) est un humoriste, comédien et acteur guinéen,.

## Biographie et études
Diallo Cravate part en 1998 a Dalaba où il a fait son cursus scolaire avant de rentrer à Conakry pour les études secondaires et universitaire.
Il est diplômé de l’Université Général Lansana Conté de sonfonia en sociologie.

## Signification du nom
L’humoriste fait un clin d'œil au sobriquet de l’homme d’affaires guinéen Ahmadou Sadio Diallo. Surnommé « Diallo Cravate » et décédé en 2020, il fut emprisonné sans procès par les autorités congolaises démocratiques avant d'être expulsé vers son pays d'origine,.

## Carrière d'acteur

### Début
Diallo Cravate orphelin de père, et passionné par la comédie, décide de se consacrer à l'humour. Comme plusieurs comédiens, Diallo Cravate a traversé des périodes de vache maigre.  
Grâce à un ami, Younoussa Thiam, alias Tigana, Diallo Cravate commence à réaliser son rêve de comédien humoriste puis en 2017, il a eu la chance de rencontrer son idole Mamadou Thug qui est son producteur actuellement sous le label de maison Soudou Daardja Prod depuis 2018.  
Diallo Cravate a participé plusieurs films, des spectacles d'humours et des festivals d'ici et d'ailleurs depuis 2013.  

## Prestations

### Nationales
Il participe à des événements nationaux :
- 2017 : Le Stand up au top
- 2018 : Festival des arts et du rire a Labé 3e Edition avec Mamadou thug et Michel Gohou[5]
- 2018 : Festival International de slam et du rire organiser par Zebal Traoré[6]
- 2019 : 2e édition du Match du Rire[7]
- 2019 : 1re édition Indépendance Days
- 2019 : Mon problème (spectacle théâtre) de Mamadou Thug au CCFG
- 2019 : Demou (spectacle théâtre) sensibilisation à Mamou, Labé et Faranah
- 2019 : Festival des Arts et du rire de Labé
- 2019 : 1ère édition du festival de Mamou (Festi-Foire)[8].

### Internationale
Il participe à des événements internationaux :
- 2019 : 10e édition du Festival international du rire (FIRA) organiser par Adama Dahico à Abidjan (Côte d'Ivoire)[9]

## Filmographie
Films participes :
- Le vieux Jackson
- Eh Kötö
- Nö Metty Sifadeh
- Mi Fodyma
- Djanfa ka Dewgal
- Super Bobo Kalabanteh

## Reconnaissance
Distinctions
- 2018: 2e du Prix Sow Bailo[10]